# 莫克拉蘇拉河

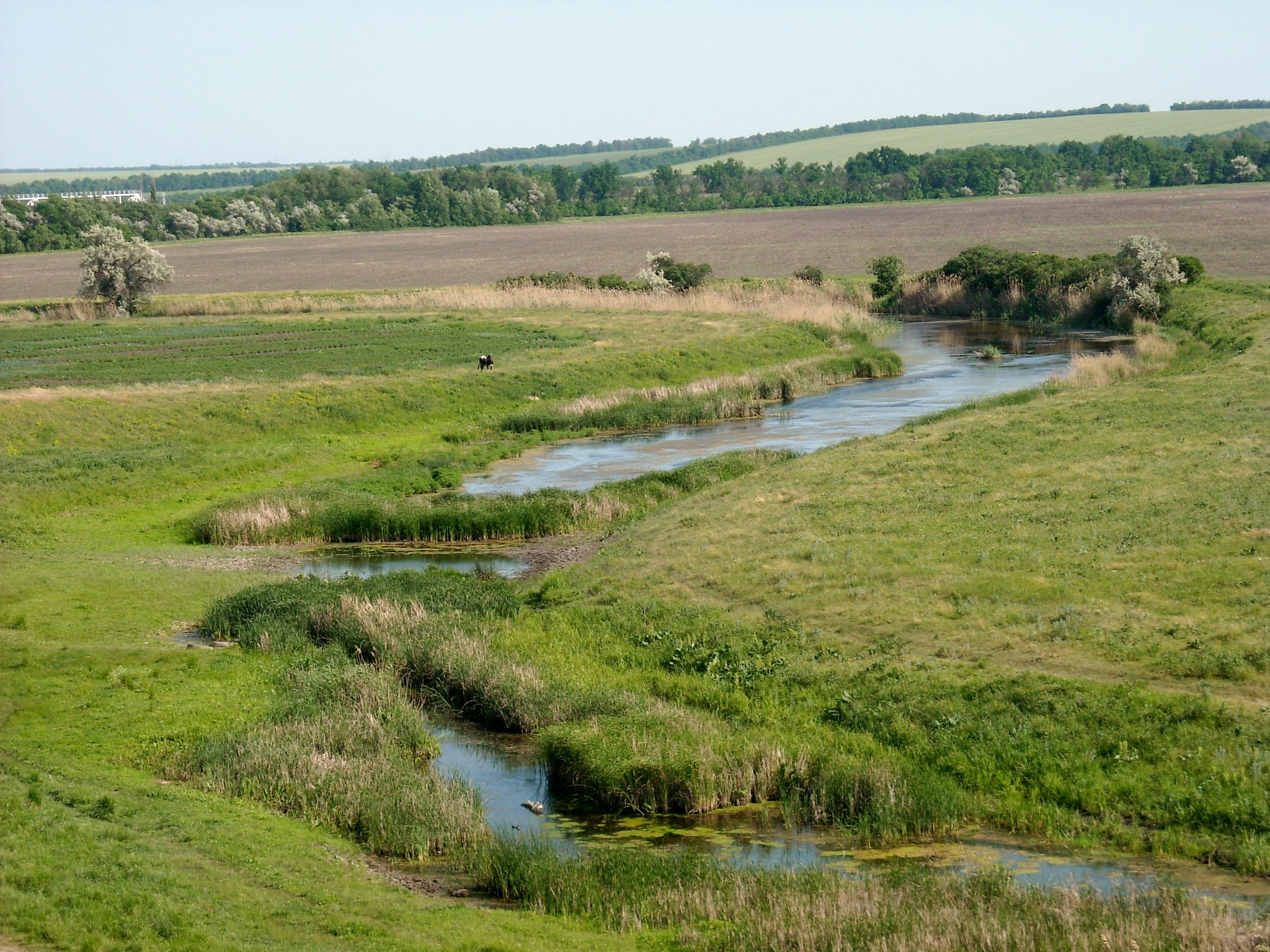

莫克拉蘇拉河（烏克蘭語：Мокра Сура），是烏克蘭的河流，位於該國南部，屬於第聶伯河的支流，發源自韋爾霍夫采沃，流經第聶伯羅彼得羅夫斯克州，河道全長138公里，流域面積2,830平方公里。